# NS 8600
De serie NS 8600 was een serie rangeerstoomlocomotieven van de Nederlandse Spoorwegen (NS) en diens voorganger Maatschappij tot Exploitatie van Staatsspoorwegen (SS).
In 1912 nam de SS een zestal aanvankelijk voor een Turkse spoorwegmaatschappij gebouwde maar niet afgenomen drie-assige rangeertenderlocomotieven uit de voorraad van Hohenzollern over, aangevuld met een zestal nieuw te bouwen locomotieven. Deze nieuwgebouwde zes locomotieven weken op enkele punten af van de zes eerste locomotieven en waren tevens iets langer, iets hoger en iets zwaarder. De twaalf locomotieven kwamen tussen 1912 en 1914 als SS 621-632 in dienst. Dat de locomotieven oorspronkelijk door een Turkse spoorwegmaatschappij waren besteld, leverde bij de SS de bijnaam de Turken op.
Bij de samenvoeging van het materieelpark van de HSM en de SS in 1921 kregen de locomotieven van deze serie de NS-nummers 8601-8612.
Vanaf 1932 werd de stoomrem vervangen door de Westinghouserem.
Na de Tweede Wereldoorlog raakten deze locomotieven overbodig. De zwaar beschadigde 8601, 8604 en 8606 werden in 1947 afgevoerd.
De licht beschadigde 8608 en 8611 werden daarvan hersteld. De overbodig geraakte 8607-8610 werden in 1947 afgevoerd, waarvan de Koninklijke Hoogovens (KNHS) een drietal over nam en, weer voorzien van een stoomrem, in gebruik nam voor rangeerwerk en het rijden van personeelsvervoer op het fabriekscomplex in IJmuiden.
In 1950 werd ook de 8611 door de KNHS overgenomen, in 1952 gevolgd door de 8612. De resterende locomotieven werden tussen 1951 en 1952 afgevoerd.
Bij de KNHS raakten de locomotieven door de opening van de Velsertunnel in 1957 overbodig. Ze werden tussen 1956 en 1959 afgevoerd.
Er is geen exemplaar bewaard.
| Fabrieksnummer | In dienst | SS nummer | NS nummer | Uit dienst (NS) | In dienst (KNHS) | KNHS nummer | Uit dienst (KNHS) | Bijzonderheden                 |
| -------------- | --------- | --------- | --------- | --------------- | ---------------- | ----------- | ----------------- | ------------------------------ |
| 2908           | 1912      | 621       | 8601      | 1947            |                  |             |                   | Afgevoerd wegens oorlogsschade |
| 2909           | 1912      | 622       | 8602      | 1952            |                  |             |                   |                                |
| 2957           | 1912      | 623       | 8603      | 1952            |                  |             |                   |                                |
| 2958           | 1912      | 624       | 8604      | 1947            |                  |             |                   | Afgevoerd wegens oorlogsschade |
| 2959           | 1913      | 625       | 8605      | 1951            |                  |             |                   |                                |
| 2960           | 1913      | 626       | 8606      | 1947            |                  |             |                   | Afgevoerd wegens oorlogsschade |
| 3151           | 1913      | 627       | 8607      | 1947            |                  |             |                   |                                |
| 3152           | 1913      | 628       | 8608      | 1947            | 1947             | 37          | 1957              |                                |
| 3153           | 1914      | 629       | 8609      | 1947            | 1947             | 38          | 1956              |                                |
| 3154           | 1914      | 630       | 8610      | 1947            | 1947             | 39          | 1959              |                                |
| 3155           | 1914      | 631       | 8611      | 1950            | 1950             | 42          | 1956              |                                |
| 3156           | 1914      | 632       | 8612      | 1952            | 1952             | 43          | 1958              |                                |

## Afbeeldingen

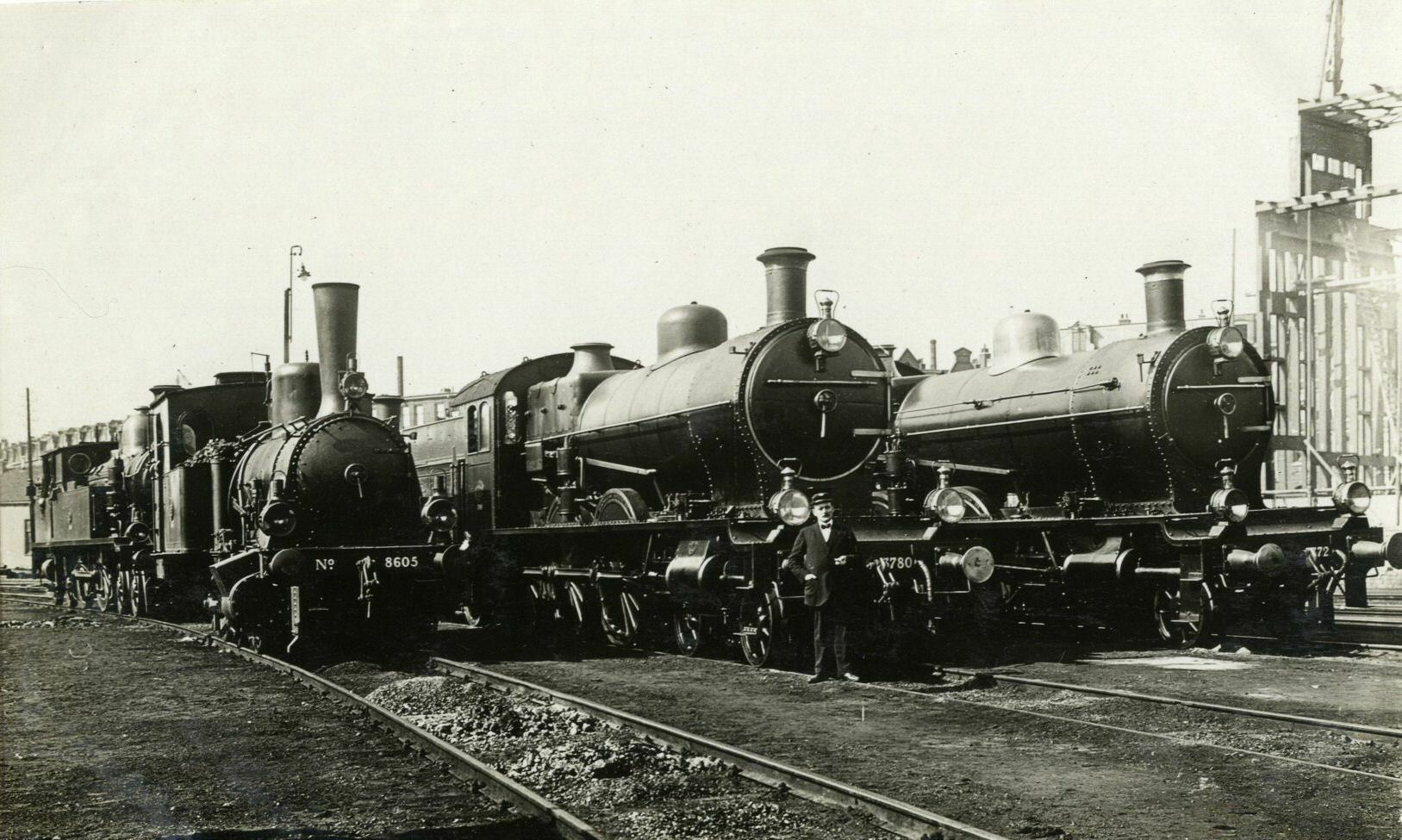
Enkele stoomlocomotieven van de N.S., met van links naar rechts nr. 8605 (serie 8600), nr. 3780 (met een grotere rookkast deur) en nr. 3772 (serie 3700/3800) (tussen 1925 en 1935)
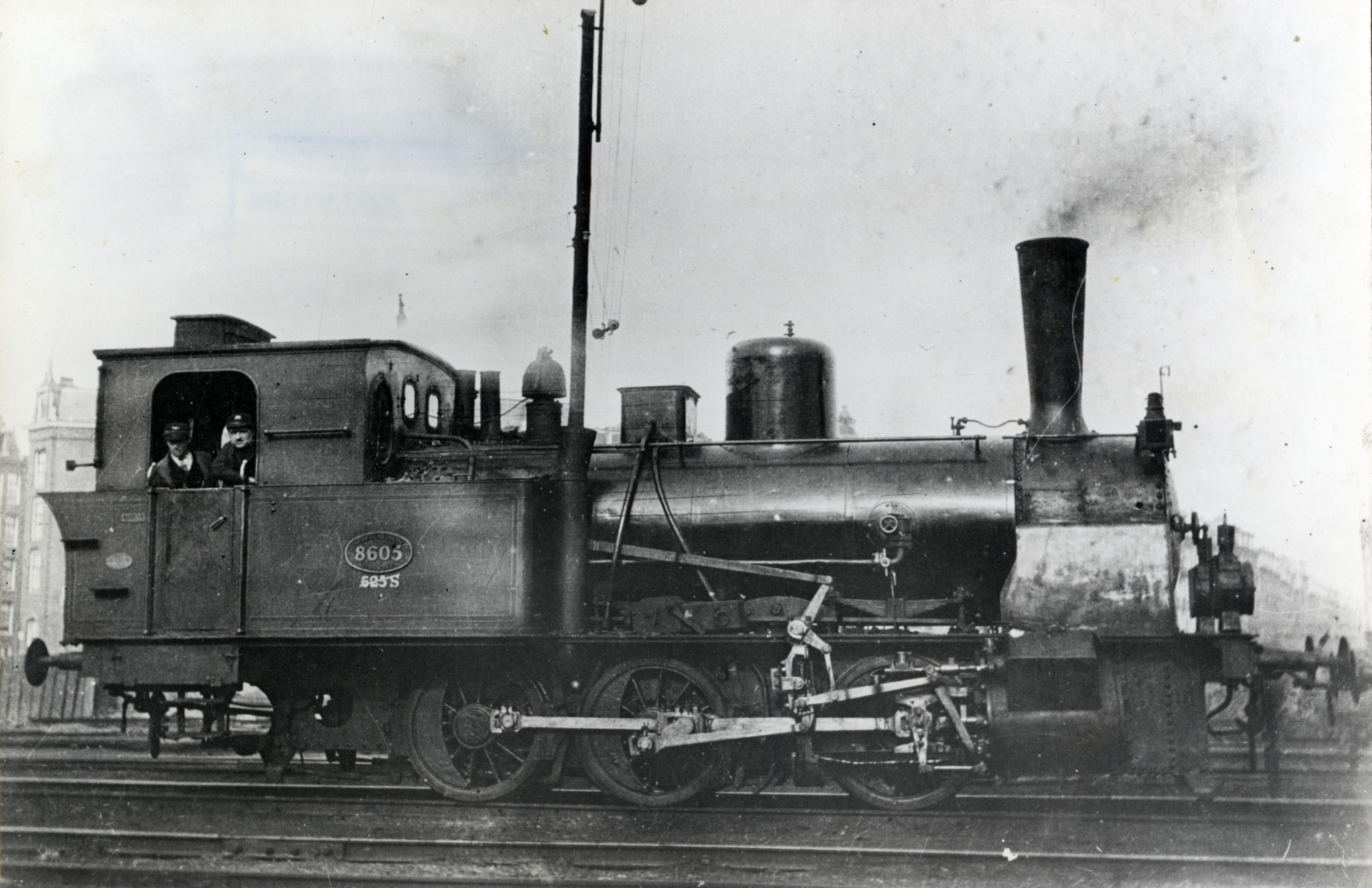
NS 8605 te Amsterdam (tussen 1920 en 1924)